# Serginho (football, 1971)
 (juillet 2023).
Si vous disposez d'ouvrages ou d'articles de référence ou si vous connaissez des sites web de qualité traitant du thème abordé ici, merci de compléter l'article en donnant les références utiles à sa vérifiabilité et en les liant à la section « Notes et références ».
Pour les articles homonymes, voir Serginho.
Sérgio Cláudio dos Santos Aveiro, plus connu sous le nom de Serginho, est un footballeur brésilien né le 27 juin 1971 à Nilópolis, près de Rio de Janeiro au Brésil.

## Biographie
Ailier de formation au Milan AC, il a progressivement reculé pour finir arrière gauche. Il mesure 1,81 m pour 75 kg. Il est notamment surnommé "Le Concorde" (Il Concorde en italien) grâce à sa vitesse de course et sa capacité à se replacer très rapidement.

### Anecdotes
- Serginho est connu aujourd'hui encore pour avoir été l'homme du match lors du derby milanais, le 11 mai 2001. Après avoir dépassé les défenseurs de L'Inter avec son énergie et sa vitesse pendant la majeure partie du match, il sert 3 passes décisives (dont deux centres calibrés) à Gianni Comandini et Andriy Chevtchenko, pour enfin partir seul et battre Sébastien Frey dans les dernières secondes du match.

L'AC Milan bat ainsi L'Inter Milan sur le score fleuve de 0-6.
- Il contribue à la victoire en Champions league 02/03 de L'AC Milan contre la Juventus en concrétisant le premier des tirs au but de la série.

## Palmarès

### En club

#### Milan
- Ligue des champions : 
  - Vainqueur : 2003 et 2007
  - Finaliste : 2005

- Supercoupe de l'UEFA : 
  - Vainqueur : 2003 et 2007

- Coupe du monde des clubs :
- Vainqueur : 2007

- Championnat d'Italie : 
  - Vainqueur : 2004

- Coupe d'Italie : 
  - Vainqueur : 2003

- Premier match en Serie A : Milan - Perugia (3-1) le 12 septembre 1999

### En équipe nationale

#### Brésil
- Copa América : 
  - Vainqueur : 1999

- Coupe des confédérations : 
  - Finaliste : 1999

## Carrière
- 1992-1993 : Itaperuna (en) (7 matchs)
- 1993-1994 : Esporte Clube Bahia (11 matchs/1 but)
- 1994-1995 : Flamengo (17 matchs/3 buts)
- 1995-1996 : Cruzeiro EC (23 matchs, 8 buts)
- 1996-1999 : São Paulo FC (58 matchs, 6 buts)
- 1999-2008 : Milan AC (275 matchs, 24 buts)

- 1998-2001 :  Brésil (10 matchs/1 but)